# فیلیس هیل
فیلیس هیل (به انگلیسی: Phyllis Hill) (زادهٔ ۲۷ اکتبر ۱۹۲۰- درگذشته ۱ ژانویه ۱۹۹۳) رقصنده و بازیگر آمریکایی بود.